# The Killing Ground
Pour plus de détails, voir Fiche technique et Distribution.
The Killing Ground est un film américain réalisé par Tom Priestley, sorti en 1979.

## Synopsis
Ce documentaire s'intéresse aux déchets toxiques et aux effets de cette pollution sur les populations.

## Fiche technique
- Titre : The Killing Ground
- Réalisation : Tom Priestley
- Scénario : Michael Connor et Brit Hume
- Photographie : Greg Andracke
- Montage : Pat Cook, Walter Essenfeld et Gerard Klein
- Production : Tom Priestley et Steve Singer
- Société de production : ABC News Closeup
- Pays :  États-Unis
- Genre : Documentaire
- Durée : 48 minutes
- Dates de sortie : 
  -  États-Unis : 1979

## Distinctions
Le film a été nommé à l'Oscar du meilleur film documentaire.